# تیرماهی باله‌سیاه
تیرماهی باله‌سیاه (نام علمی: Ptereleotris evides) نام یک گونه از سرده تیرماهی‌های پراکنده است.